# 小悪魔教師♡サイコ
『小悪魔教師♡サイコ』（こあくまきょうしサイコ）は、三石メガネによるオンライン小説。チャット小説として公開され、e-Storyサービス「peep」にて2020年7月1日から2021年11月19日まで連載された。全107話。スピンオフ作品として、葛西心春の高校時代を描いた『小悪魔JK♡サイコ』（以下、JK編）、本編のその後の心春を描いた『小悪魔メイド♡サイコ』（以下、メイド編）の2作が発表されている。

## 概要
スリラー・ホラー小説をメインとする三石による、スリラーと学園をミックスさせた物語である。本編全107話のほかにプレミアムストーリー全15話が同じpeep内で発表されており、ガチャ形式で読めるようになっている。
メディアミックスとして、ぶんか社の「comic ヤミツキ」にて連載されている合田蛍冬作画の合田版と、peep他で配信されているtaskey STUDIO（キャラクター原案・ネーム：高野ヒノ）作画のタテヨミ版の2種類の漫画版が存在する。キャラクターデザインは全く異なるが、いずれも大まかなストーリーは同じであり、タテヨミ版の方が原作にほぼ忠実な作品となっている。その他、同じpeep内で2度に渡り「- Cinema Content -」と呼ばれるWEBドラマが発表されている。
『小悪魔JK♡サイコ』（こあくまジェイケイサイコ）は、原作：三石メガネ、著作：月桜しおりによるオンライン小説。e-Storyサービス「peep」にて2023年8月23日から2024年3月6日まで連載された。全38話。第38話で心春が生徒会長に就任したところで完結するが、三石は本編最後のコメントで一旦完結としている。メディアミックスとして、古場みすみによるマンガ版が存在する。マンガ版では三石が原案・監修、月桜が脚本協力を務めている。
『小悪魔メイド♡サイコ』（こあくまメイドサイコ）は、三石メガネによるオンライン小説。e-Storyサービス「peep」にて2024年3月15日から2024年8月9日まで連載された。全31話。2024年8月20日ごろに完結と発表された。

### 漫画版を巡る裁判
前述の通り、本作品には2種類のコミカライズが存在するが、これを巡り、ぶんか社と最初にコミカライズを手掛けた合田との間で訴訟が発生している。
報道によれば、2021年11月、原作小説の管理会社であるtaskeyが、自社サイトであるpeepにおいてタテヨミ形式のコミカライズを展開しようとしていることを合田が知り、taskeyと合田・ぶんか社の間の交渉で「後発漫画が自分の作画の模倣になっていないかをチェックする」こととなった。2022年4月にtaskey版のネーム等が提出され、合田らがチェックを行ったところ「翻案権レベルでもなく、ほぼトレースといえる」状態だったため、合田はtaskey側に修正を求めたものの、その後も構図やコマ割りなどの模倣が続く。最終的に合田は精神的に追い込まれ、同年12月に連載中断に至った。これら一連の事情を同月に合田がブログにて公表すると、taskey側が態度を硬化させ「正式な連載中止、並びに単行本の発売延期」を要求し、ぶんか社も合田に対し「ブログ内容がtaskey並びに原作者の名誉毀損に当たる」ため、両者への謝罪を求めたという。その後の交渉でも状況に進展が見られず、結局2023年8月に合田がぶんか社に対し損害賠償を求める訴訟を起こした。
結局2024年9月に訴訟は和解。詳細は明らかにされていないが、ぶんか社側は自社サイトに謝罪文を掲載した一方で、合田側はブログで「一定の納得がいく結果となりました」とコメントしている。

## ストーリー

### 小悪魔教師♡サイコ
不良生徒が多いことで有名な私立睦月高校。この中でも特に問題児の多いクラス・2年B組では、生徒による「担任いじめ」が起きており、前任の担任教師は自殺未遂をして休職することになってしまった。そんな中、臨時の新任教師・葛西心春がやって来た。生徒達はこれまで通り担任いじめを遂行するが、実は心春には、サイコパスという裏の顔があった。

### 小悪魔JK♡サイコ
ゴールデンウィーク明けに、霜月高校に1人の女子生徒が転校してきた。彼女の名は葛西心春。美人でスタイル抜群、きわどいトークにも笑顔で応じる彼女は、一気に皆の注目を集めることとなる。そんな、生徒会長を目指す心春に、数々のライバル達が忍び寄る。しかし、皆は知らなかった。心春はこの時点で既にサイコパスであることを。

### 小悪魔メイド♡サイコ
とある片田舎にある、昭和感のあるレトロな喫茶店「パノップ亭」。そこでは、独りで店を切り盛りするメイドさんの姿があった。彼女の名は葛西心春。かつての高校教師で、今は臨時の雇われ店長である。高校教師時代、生徒の幸せを守っていた心春が、今度はお客様に幸せを提供する。しかし、皆は知らなかった。心春は今でもサイコパスであることを。

## 登場人物
プレミアムストーリーを含む。

### 主人公とその周辺
葛西心春
本作の主人公。物語開始時、23歳。
新人教師。担当科目は、化学。美人でスタイル抜群。一見、どんなことにも動じない抜けた性格だが、実はサイコパス。
JK編では、高校2年生のゴールデンウィーク明けに霜月高校へ転校してくるところから始まり、転校初日に生徒会長を目指すと宣言する。教師を目指しているが、霜月高校の校則で下着の色は白と決まっているにも関わらず、オレンジベージュの下着を着けていたことで、学年主任の広峰利子に校則違反を指摘され、更にそれに反発した事で目の敵にされる。教師になるためには大学進学は必須だが、内申点を下げられたら困ると考えた心春は、生徒会選挙のポスターを見て、生徒会長を目指すことを決意する。漫画版では、転校直前に丸井先生と再会し、丸井先生も高校時代に生徒会長になったことを聞いて、生徒会長に興味を示す。
メイド編では、『パノップ亭』の店長兼メイドとして働いている。
もうすぐ異動というところで祖母から「大家をやっているカフェで代理店長をして欲しい」との連絡を受け、『パノップ亭』の臨時の雇われ店長となる。
表向きは、「お客様に幸せを提供」と話しているが、真の目的は、『パノップ亭』を心春だけの幸せの監獄にすることである。不幸な客に心春自ら幸せを提供すれば、客は幸せの象徴である心春と『パノップ亭』を守るようになるとの考えに基づいている。
葛西桜
心春の5歳上の姉。警察官。
JK編では、転校したばかりでクラスメートを亡くした心春を心配している。

### 私立睦月高校
物語開始当初の舞台。高校名は漫画版のみの設定であり、原作及びCinema Contentでは出てこない。

#### 2年B組
心春が最初に受け持ったクラス。生徒が平然と喫煙や化粧をしているなど、典型的な不良クラスであり、教師達も頭を悩ませている。
秋月竜斗
クラスを仕切っていたリーダー格。見た目は不良らしからぬ爽やかな少年だが、実際は卑屈な性格。
金沢綾羽
2年B組のもう一人のリーダー格にして秋月の恋人。
女王様気質で、クラスメートの佐々木を使って冬川に対して性的ないじめを指示する。
佐々木陸
軽薄な性格で、無類の女好き。金沢の命令で冬川に襲い掛かる。
冬川アザミ
金沢からいじめられている少女。

#### 教師
若谷
心春が着任する前の2年B組の担任。金沢達のいじめにより自殺未遂をして休職に追い込まれた。

### 若草市立氷坂高校
心春の転任先の舞台。若草市立と言う設定も、原作及びCinema Contentでは出てこない。

#### 3年C組
以下の生徒達の内、柴田、狐谷、アリサ、紫乃崎の4人は小学校時代からの幼馴染同士である。
柴田健吾
通称シバケン。着任してきた心春に一目惚れする。
狐谷弘樹
腕っぷしの強い男子生徒。良村の陰謀で、柴田とよくケンカする。
御海アリサ
いつもだるそうにしている女子生徒。文化祭時にセックスドラッグを巡って大事件を起こす。
良村篤也
優等生ぶっている男子だが、実はサイコパス。柴田と狐谷を仲違いさせようとしたり、自作自演で心春を味方に付けたりしようとした。
雪原あみ
通称：ユッキー。小学校時代から実の父親に性的暴行を受けていた過去があり、心を閉ざしている。
三国凛
雪原の親友。
辻修矢

夏川礼香
実家が金持ちの女子生徒。女王様然としており、当初は心春をからかったりしていたが、野々見の花瓶攻撃から心春が身を挺して守ったことで、一気に心春との距離を詰める。
伊万里純
いつも女のことで頭がいっぱいの男子生徒。雪原によく性欲処理をお願いしている。
紫乃崎理人
ドゥルガのNo.2。極龍組と掛け持ちもしている。3年C組に籍を置いてはいるものの、登校したことはない。

#### 3年A組
大多勝子が担任を務めるクラス。大多の休職後は菊月が担任となっている。
野々見紗江
パーソナリティ障害を持つ少女。自殺を図ろうとするも未遂に終わり、夏川からいじめを受けていると言う妄想を展開する。

#### 教師
大多勝子
氷坂高校で女帝とも呼ばれる中年教師。
菊月
若き男性教師。心春に想いを寄せている。

### ドゥルガ
セックスドラッグ「プネウマ」の売買等を行っている半グレ組織。
血脇正継
ドゥルガのボス。オネエ系で、不定期にセックスオーディションを開催する。
ケンジ
構成員の一人で、辻の先輩。

### 霜月高校
丸井凍子
2年B組の選挙管理委員。凍子本人は明言していないが、丸井姓であることと、顔の特徴から、心春は丸井先生の娘であると確信している。
川本美紀や小嶋早織から「トン子」と言う蔑称を付けられて陰湿ないじめを受けていたが、心春によっていじめから解放されたことで、生徒会長を目指す心春を全力でサポートする。
川本美紀
2年B組の女子生徒。
自分に歯向かう心春を心底憎み、心春が学校に来れなくなる様な嫌がらせを企むが、最終的に進路指導室で心春に葬られる。
小嶋早織
2年B組の女子生徒。川本と一緒に凍子をいじめていたが、心春のパンチなどを食らってケガをしたことで早々に身を引いた。
若谷先生
2年B組の担任。
広峰利子
2年の学年主任。転校早々に校則違反を犯して、自身に口答えした心春を目の敵にする。漫画版では未登場。
波島陽太
2年A組の生徒会長立候補者。転校してきたばかりで男子生徒に性的好奇心の目を注がれている心春を何かと心配する。
北ヶ谷涼介
2年B組のもう一人の生徒会長立候補者。
雨宮由希那
2年B組の女子生徒。元写真部で、陽太とは小学校時代からの幼馴染である。涼介と付き合っているが、実は性行為の動画を撮影されており、涼介に脅されている。
マンガ版では設定が少々変わっており、陽太と幼馴染と言う設定は無く、美優とは中学校時代のクラスメートであり、整形したということになっている。
三森美優
2年C組の生徒会長立候補者。miyuと言う名前でSNSで活動している、フォロワー20万人を誇るインフルエンサーでもある。
鬼頭総二郎
2年D組の生徒会長立候補者で、地主の息子。推薦で彫江大学に入学出来たら将来的に父親の事業を継ぐことになっているために生徒会長を目指すが、現生徒会役員として目立った功績が無く、中間支持率で心春や陽太とは雲泥の差となっていたため、心春らを潰すことを計画する。

### その他
大多秀夫
大多勝子の息子。彫江大学に通っており、コンビニエンスストアでアルバイトをしている。
村上ユミ
辻の幼馴染であり、恋人。
向居賢人
陽太達の2個上の霜月高校OB。かつては生徒会長も務めていた。現在は鬼頭曰く「裏社会で有名な」半グレ組織の頭となっており、センター街のナイトクラブを根城としている。
総二郎の選挙戦に協力し、心春を潰そうと企む総二郎にセックスドラッグを用いたレイプ動画の撮影を提案するが、本当の目的はそのレイプ動画で地主である総二郎の父親を脅して金儲けを行うことだった。

### 小悪魔メイド♡サイコの登場人物
梅雨埼若菜
シングルマザー。
梅雨埼旭
若菜の4歳の息子。
八木岳司
若菜の内縁の夫。若菜曰く、前は優しい人物だったが、酒に逃げるようになり、仕事先でモメて退職して、若菜や旭に暴力を振るうようになる。
冴木静乃
二浜株式会社の生産管理部の社員。琴宮から執拗なパワハラを受けている。後に精神科の診断書でパワハラが認定されて休職扱いとなり、パノップ亭でボランティアとして働くことを申し出て、パノップ亭の店員となった。
琴宮課長
静乃の直属の上司。40代ながらも色気のある美女だが、実は可愛い女の子を泣かすのが大好きなレズビアンである。
丸田
静乃の同僚。年上とは思えない気安さを持っている。時々静乃の仕事を手伝ってあげているが、琴宮の陰謀により、静乃を見放してしまう。
雪丸大吾
二浜株式会社の営業部の社員。眉毛の太い大男だが、高校時代から気が小さく、初田英斗からいじめを受けていた。後に実花と結婚するが、実花を英斗に寝取られてしまう。
雪丸実花
大吾の妻。旧姓：池下。高校時代、いじめられて泣いていた大吾にハンカチを貸した事がきっかけで大吾のデートの誘いに乗る。
後に大吾と結婚するも、同窓会で英斗と再会し、1年も不倫を続ける仲となってしまう。
初田英斗
大吾と実花の高校時代の同級生。高校時代から気の小さい大吾をいじめていた。
後に同窓会で実花と再会し、不倫関係となるが、心春の誘導尋問で6股かけていた事がバレてしまい、逆上した実花に包丁でメッタ刺しにされてしまう。
柳夏帆
静乃の中学時代からの親友。新神に洗脳され、涼子と共に「ナハシュの里」と呼ばれる建物に着いて行ってしまう。
柳涼子
夏帆の母。末期ガンに罹っている。「夏帆はお母さんの味方でしょ？」という言葉を呪いの様に繰り返してきた。
新神光
涼子がヨガ教室で知り合った男性。実はナハシュの里の首謀者。
湧聖
ナハシュの里の長とされている老人。建物や土地の所有者であることから新神に利用される。
冬川アザミ
心春の教え子であるメガネの女子大生。心春からしばらく教職を離れる事を伝えられ、あみと共にパノップ亭に来店する。
失踪した夏帆の救出作戦を練る際に、尾行調査要員に立候補する。
雪原あみ
心春の教え子である金髪ショートの女子大生。愛称：ユッキー。心春からしばらく教職を離れる事を伝えられ、アザミと共にパノップ亭に来店する。
失踪した夏帆の救出作戦を練る際に、潜入調査要員に立候補する。

## シネマコンテンツ
「動画」と「テキスト」を組み合わせた、e-Storyサービス「peep」内で展開している読み物コンテンツ「シネマコンテンツ」として、2021年3月5日に『小悪魔教師♡サイコ - Cinema Content -』、2021年9月17日にその続編『小悪魔教師♡サイコ - Cinema Content -2』が公開。主演の葛西心春役は都丸紗也華が担当している。
| - スタッフ - 作総指揮 - 大石ロミー - 監督 - WAKU - ディレクター - ミドレン - 原作 - 三石メガネ - キャスト（第1弾） - 都丸紗也華 - 真島なおみ - 水湊みお(＃ババババンビ) - 石賀和輝 - 西本銀二郎 - 井口りお - 山田南実 - 塩原琉維 - 吉田共朗 - 泉里トワ - 金木朋裕 - 村川ひなた | - キャスト（第2弾） - 都丸紗也華 - 新谷姫加 - 宇佐卓真 - 小池亮介 - 杉山宗賢 - 芳村宗治郎 - 窪田彩乃 - 原藍梨 - 中澤功 - 齋賀正和 - 松本琉李 - 長岡江茉 - 黒木こなつ - 星畑真音 - 飛田遥海 - 濵田千弥 - 金子悠人 - 田名網友太 - 特別出演：水湊みお(＃ババババンビ) |